# Philodromus shaochui
Philodromus shaochui là một loài nhện trong họ Philodromidae.
Loài này thuộc chi Philodromus. Philodromus shaochui được miêu tả năm 2000 bởi Chang-Min Yin et al..